# Nyamurobotsa
Nyamurobotsa är ett vattendrag i Burundi.   Det ligger i provinsen Cibitoke, i den nordvästra delen av landet, 50 km norr om huvudstaden Bujumbura.
Omgivningarna runt Nyamurobotsa är en mosaik av jordbruksmark och naturlig växtlighet. Runt Nyamurobotsa är det tätbefolkat, med 397 invånare per kvadratkilometer.